# فلیکس ماریا فون اکسنر-اوارتن
فلیکس ماریا فون اکسنر-اوارتن (آلمانی: Felix Maria von Exner-Ewarten؛ زاده ۲۳ اوت ۱۸۷۶ درگذشته ۷ فوریهٔ ۱۹۳۰) یک فیزیک‌دان و هواشناس اهل اتریش بود.